# Karaták
A karaták vagy khiridik egy kis népcsoport az észak-kaukázusi Dagesztánban. A karaták főként Dagesztán Akvah (Akhvakh) körzetben élnek, elsősorban a karata nyelvet beszélik.

## Történetük
A karaták az avar népcsoport dagesztáni népeinek egyike. Nevük önelneveezés. Történelmük és az avarok történelme nagyrészt közös. A 18. századra a karaták autonóm "szabad közösséget" alkottak. A karaták és a szomszédos népek között a legelők és legelők feletti ellenőrzés miatt gyakori konfliktusok voltak. A 19. század elején az oroszok hódították meg a régiót, bár közigazgatásuk csak az 1870-es években alakult ki.
A karaták 1921 óta a Dagesztáni ASZSZK (1991 óta Dagesztáni Köztársaság) részei. Az 1926-os népszámlálás szerint a Szovjetunióban 5 305 karatay (azaz karata) élt. Az 1938. január 1-jei állapot szerint létszámuk 6700 fő volt. A Szovjetunió későbbi népszámlálásaiban a karatákat nem különítették el etnikai csoportként, hanem az avarok közé sorolták őket. A 2002-es népszámlálás szerint Oroszországban 6052 karata élt, akiket etnikai csoportként az avarok közé soroltak. A 2010-es népszámlálás során 4787 karatát tartottak nyilván az országban.

## Kultúra
A karaták történelmileg főleg állattenyésztéssel, földműveléssel és cserekereskedelemmel foglalkoztak. Gyakori tenyésztett állataik voltak a juhok, lovak és a szarvasmarhák. A kedvezőtlen természeti adottságaik és a megművelhető földek hiánya miatt teraszos gazdálkodást folytattak. Alapvető termesztett növényeik a rozs, len, búza, burgonya és zöldségfélék.
A karaták szunnita muszlimok. Bár az iszlám már a 8. században megérkezett a térségükbe, de a helyiek csak a 16. századra vették fel a vallást.